# Peter Hein van Mulligen
Peter Hein van Mulligen (Borgertange, 3 april 1974) is een Nederlandse econoom.

## Loopbaan
Van Mulligen is hoofdeconoom bij het Centraal Bureau voor de Statistiek (CBS) en heeft vooral bekendheid verworven als woordvoerder economie en arbeidsmarkt voor die instelling.
Van Mulligen doorliep het Willem Lodewijk Gymnasium in Groningen en studeerde vervolgens algemene economie aan de universiteit aldaar. Nadat zijn doctoraalexamen behaald had, was hij aio aan die universiteit en promoveerde in 2003 op een dissertatie op het gebied van prijsindexcijfers. In 2002 trad hij als onderzoeker in dienst bij het CBS; in 2010 werd hij er hoofdeconoom en woordvoerder op het gebied van economische publicaties. Als “Cijferman van Nederland” twittert hij achtergronden bij berichten van het CBS. Ieder kwartaal presenteert Van Mulligen in een persconferentie de economische groei van Nederland. Ook is hij regelmatig te zien in het WNL-programma de Stand van Nederland en in vele andere televisieprogramma's (o.a in het programma De Slimste Mens, dat hij in seizoen 2018/2019 won). Daarnaast wordt hij vaak door andere (nieuws)media zoals dagbladen, tijdschriften, radioprogramma’s en online media geïnterviewd.

## Trivia
Hij was in 2000 een van de oprichters van de website "Spellengek.nl", die probeert het spelen van spellen te stimuleren. In 2001 startte hij met enkele anderen de Rotterdamse spellengroep "Spel aan de Maas". Van Mulligen won in januari 2019 het winterseizoen 2018/19 van de televisiequiz "De Slimste Mens" door in de finale Arjan Postma en Mark Tuitert te verslaan.
Van Mulligen is de broer van acteur Rick Paul van Mulligen.

## Kritiek
Van Mulligen noemde migratieonderzoeker Jan van de Beek op X een "cherrypickende charlatan". Hij stelde dat "iemand met de premisse dat migratie slecht is en daar vervolgens cijfers bij zoekt" geen wetenschapper is. Hij stelde dat de media hem niet meer moesten uitnodigen. Dit leverde hem kritiek op. Een paar dagen later heeft Van Mulligen de post weer ingetrokken, met naar eigen zeggen als reden: "Zo'n oordeel hoort niet bij mijn functie en de bewoording was ongepast".
- Gemeinsame Normdatei: 173678122
- International Standard Name Identifier: 0000 0000 5447 4288
- Library of Congress Control Number: nr2005012964
- Nederlandse Thesaurus van Auteursnamen: 252081846
- Virtual International Authority File: 4886362
- WorldCat: E39PBJxWR6WYYHthVDJmd86xjC